# Ebba Böklin
Ebba Karolina Konstantia Böklin, född 20 november 1875 på Täckhammar, Bärbo socken, Södermanlands län, död 8 maj 1957 i Råby-Rönö församling, var en svensk konstnär och lantbrukare. 
Hon var dotter till godsägaren David Böklin och Ebba Gellerstedt och syster till Gustaf Böklin. Hon studerade konst för skulptören Märta Améen i Paris i slutet av 1890-talet samt för djurmålaren William Frank Calderon i London. Hon ställde ut på i ett flertal svenska landsortsstäder och medverkade i samlingsutställningar med Konstföreningen för södra Sverige och Sveriges allmänna konstförening. Hennes konst består huvudsakligen av djurmåleri. Vid sidan av sitt konstnärskap var hon verksam som lantbrukare på sin gård i Råby-Rönö socken. Böklin är representerad vid Sörmlands museum med två landskapsmålningar.